# Armée de terre (equipo ciclista)
Armée de terre, oficialmente Équipe cycliste Armée de terre (código UCI: ART), fue un equipo ciclista profesional francés de categoría Continental.
Estuvo patrocinado por el Ejército de Tierra Francés y todos los ciclistas eran soldados profesionales. Después de competir con éxito en la estructura amateur francesa, el equipo se registró como un equipo de nivel Continental al comienzo de la temporada 2015 de ciclismo en ruta. Permaneció en dicha categoría durante tres temporadas hasta su desaparición al término del año 2017.

## Material ciclista
El equipo usó desde el año 2015, su primer año como continental, bicicletas MCipollini.

## Clasificaciones UCI
A partir de 2005 la UCI instauró los Circuitos Continentales UCI, donde el equipo está desde el año 2015, registrado dentro del UCI Europe Tour. Las clasificaciones del equipo y de su ciclista más destacado son las siguientes:
| Temporada          | Clasificación por equipos | Mejor corredor en la clasificación individual | Posición |
| 2015 (Europe Tour) | 57.º                      | Romain Combaud                                | 186.º    |
| 2016 (Europe Tour) | 26.º                      | Julien Duval                                  | 78.º     |
| 2017 (Europe Tour) | 9.º                       | Benjamin Thomas                               | 40.º     |

## Palmarés
Para años anteriores, véase Palmarés del Armée de terre

### Palmarés 2017

#### Circuitos Continentales UCI
| Fechas           | Circuito             | Carreras                                   | Ganador           |
| 12 de marzo      | UCI Europe Tour 2017 | París-Troyes                               | Yannis Yssaad     |
| 25 de marzo      | UCI Europe Tour 2017 | 6.ª etapa del Tour de Normandía            | Damien Gaudin     |
| 15 de abril      | UCI Europe Tour 2017 | Tour de Finisterre                         | Julien Loubet     |
| 17 de abril      | UCI Europe Tour 2017 | Tro Bro Leon                               | Damien Gaudin     |
| 28 de abril      | UCI Europe Tour 2017 | 4.ª etapa del Tour de Bretaña              | Damien Gaudin     |
| 30 de abril      | UCI Europe Tour 2017 | Paris-Mantes-en-Yvelines                   | Fabien Canal      |
| 11 de mayo       | UCI Europe Tour 2017 | 3.ª etapa de los Cuatro Días de Dunkerque  | Benjamin Thomas   |
| 21 de mayo       | UCI Europe Tour 2017 | 4ª etapa del París-Arrás Tour              | Jordan Levasseur  |
| 21 de mayo       | UCI Europe Tour 2017 | París-Arrás Tour                           | Jordan Levasseur  |
| 26 de mayo       | UCI Europe Tour 2017 | 6.ª etapa del An Post Rás                  | Yannis Yssaad     |
| 31 de mayo       | UCI Europe Tour 2017 | Prólogo del Tour de Luxemburgo (CRI)       | Damien Gaudin     |
| 9 de junio       | UCI Europe Tour 2017 | 2.ª etapa de la Ronde de l'Oise            | Yannis Yssaad     |
| 11 de junio      | UCI Europe Tour 2017 | 4.ª etapa de la Ronde de l'Oise            | Jordan Levasseur  |
| 15 de junio      | UCI Europe Tour 2017 | 1ª etapa de la Ruta del Sur                | Julien Loubet     |
| 6 de julio       | UCI Europe Tour 2017 | 1.ª etapa del Trofeo Joaquim Agostinho     | Yannis Yssaad     |
| 8 de julio       | UCI Europe Tour 2017 | 3.ªa etapa del Trofeo Joaquim Agostinho    | Yannis Yssaad     |
| 22 de julio      | UCI Europe Tour 2017 | 1.ª etapa del Tour de Valonia              | Benjamin Thomas   |
| 4 de agosto      | UCI Europe Tour 2017 | Prólogo de la Vuelta a Portugal (CRI)      | Damien Gaudin     |
| 7 de agosto      | UCI Europe Tour 2017 | 3.ª etapa de la Vuelta a Portugal          | Bryan Alaphilippe |
| 10 de septiembre | UCI Europe Tour 2017 | Gran Premio de la Ville de Nogent-sur-Oise | Jordan Levasseur  |

## Plantilla

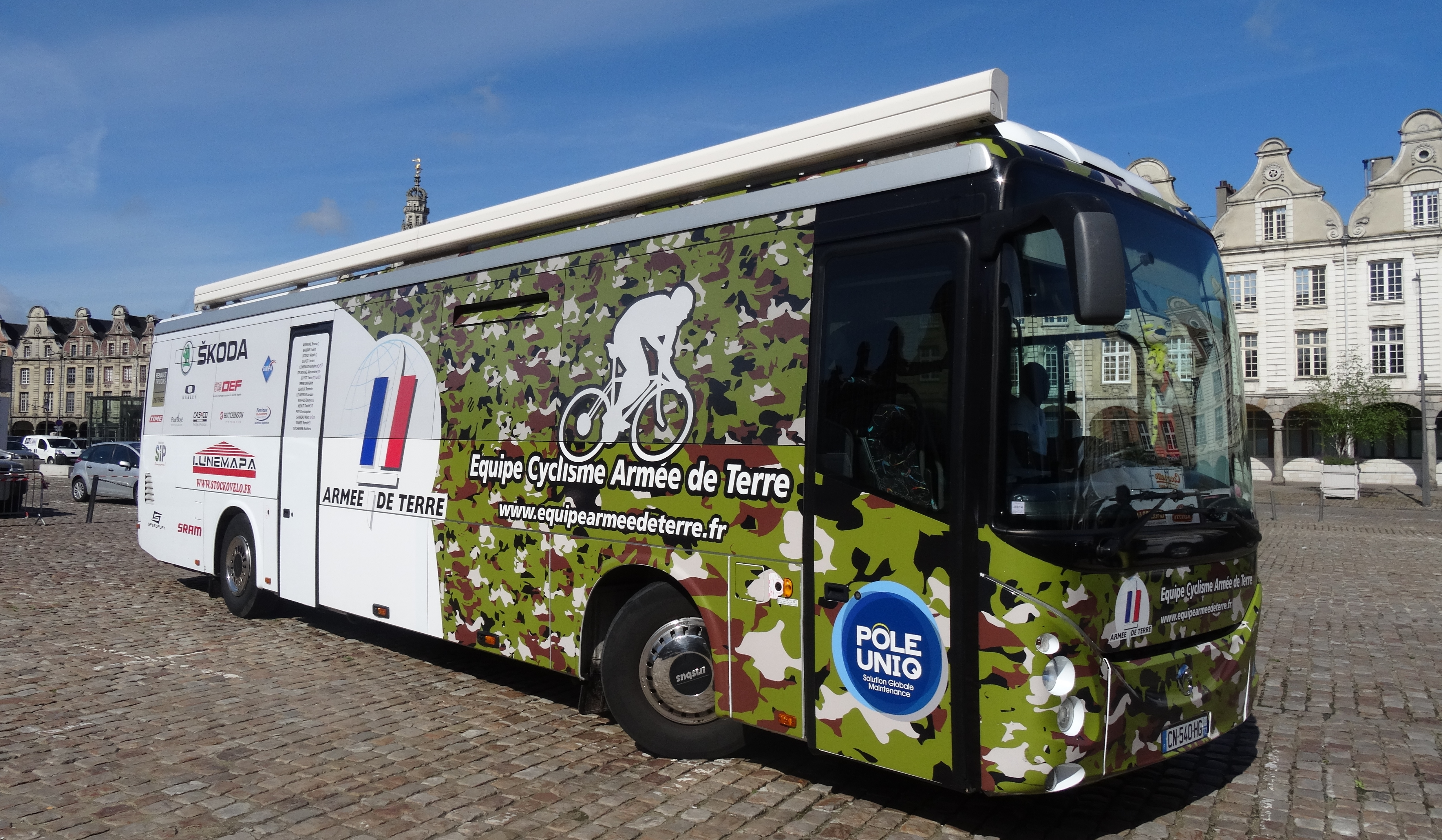
Autobús del equipo

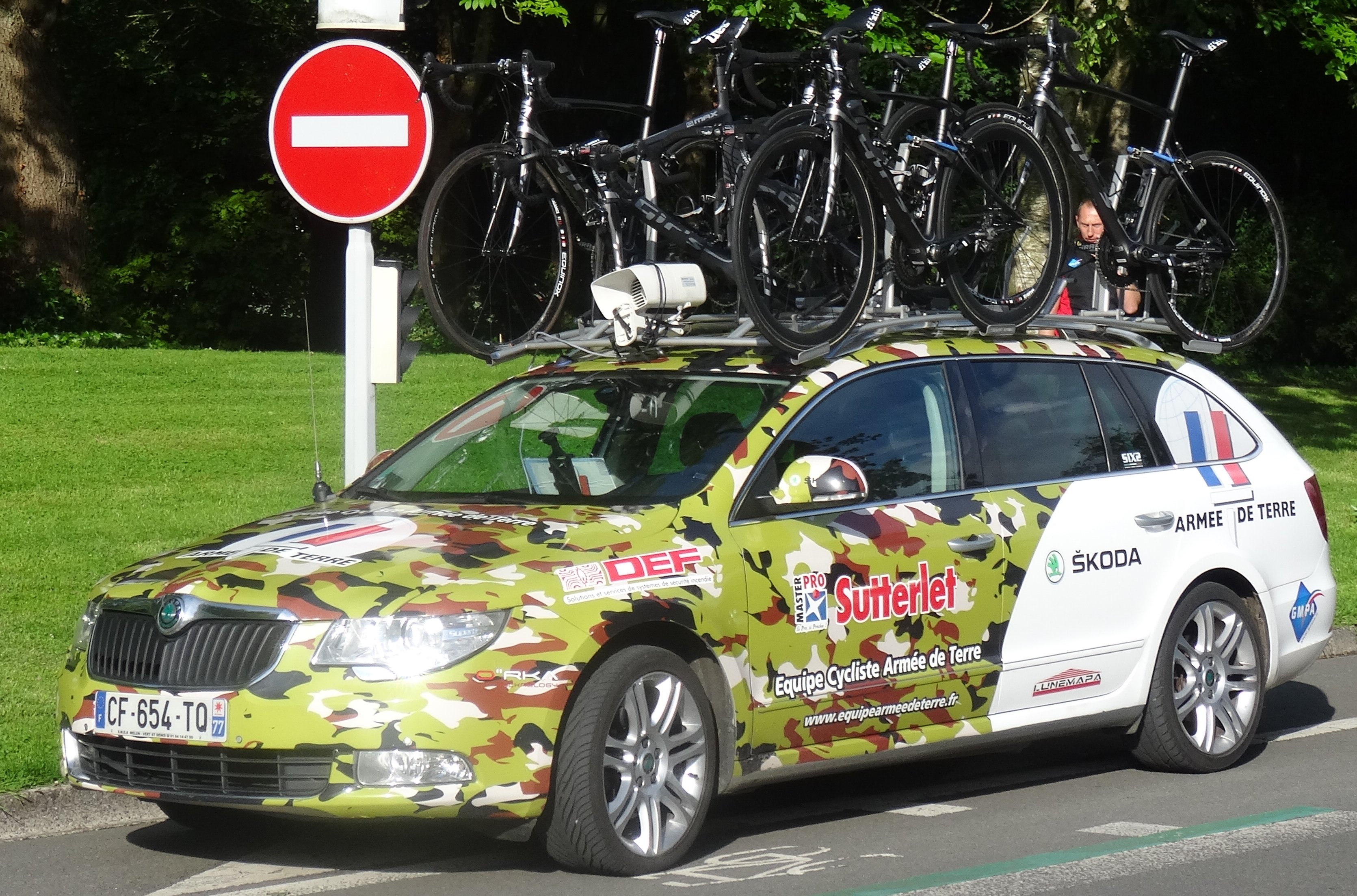
Coche del equipo

Para años anteriores, véase Plantillas del Armée de terre

### Plantilla 2017
| Integrantes del equipo 2017                                | Integrantes del equipo 2017 | Integrantes del equipo 2017         | Integrantes del equipo 2017 |
| Corredor                                                   | Fecha de nacimiento         | Equipo previo                       |                             |
| ---------------------------------------------------------- | --------------------------- | ----------------------------------- | --------------------------- |
| Bryan Alaphilippe                                          | 17 de agosto de 1995        | Guidon Chalettois (2014)            |                             |
| Romain Campistrous                                         | 16 de julio de 1992         | GSC Blagnac Vélo Sport 31 (2016)    |                             |
| Fabien Canal                                               | 4 de abril de 1989          | US Giromagny VTT (2013)             |                             |
| Bastien Duculty                                            | 28 de noviembre de 1992     | VC Villefranche Beaujolais (2016)   |                             |
| Thibault Ferasse                                           | 12 de septiembre de 1994    | UC Nantes Atlantique (2015)         |                             |
| Damien Gaudin                                              | 20 de agosto de 1986        | AG2R La Mondiale (2016)             |                             |
| Yann Guyot                                                 | 26 de febrero de 1986       | Sojasun espoir-ACNC (2010)          |                             |
| Morgan Kneisky                                             | 31 de agosto de 1987        | Team Raleigh GAC (2016)             |                             |
| Romain Le Roux                                             | 3 de julio de 1992          | BIC 2000 (2012)                     |                             |
| Kévin Lebreton                                             | 30 de octubre de 1993       | UC Cholet 49 (2013)                 |                             |
| Jordan Levasseur                                           | 29 de mayo de 1995          | USSA Pavilly Barentin Junior (2013) |                             |
| Julien Loubet                                              | 11 de enero de 1985         | Fortuneo-Vital Concept (2016)       |                             |
| Jérôme Mainard                                             | 25 de agosto de 1986        | CR4C Roanne (2014)                  |                             |
| Stéphane Poulhiès                                          | 26 de junio de 1985         | Occitane CF (2015)                  |                             |
| Jimmy Raibaud                                              | 13 de noviembre de 1991     | CR4C Roanne (2014)                  |                             |
| Thomas Rostollan                                           | 18 de marzo de 1986         | AVC Aix-en-Provence (2015)          |                             |
| Benjamin Thomas                                            | 12 de septiembre de 1995    | Bourges EC 18 (2014)                |                             |
| Steven Tronet                                              | 14 de octubre de 1986       | Fortuneo-Vital Concept (2016)       |                             |
| Yannis Yssaad                                              | 25 de junio de 1993         | Sojasun espoir-ACNC (2015)          |                             |
|                                                            |                             |                                     |                             |
| Fuentes: ProCyclingStats Cycling Quotient Cycling Archives |                             |                                     |                             |